# Knock (film, 2017)
Pour les articles homonymes, voir Knock.
Pour plus de détails, voir Fiche technique et Distribution.
Knock est un film français réalisé par Lorraine Lévy, sorti en 2017. Il s'agit de la quatrième adaptation cinématographique de la pièce de théâtre Knock ou le Triomphe de la médecine de Jules Romains écrite en 1923.

## Synopsis
Dans la seconde moitié des années 1950, le Docteur Knock est un ancien voyou devenu médecin qui débarque dans le petit village de Saint-Maurice afin d'y faire fortune en suivant son adage « Tout homme bien portant est un malade qui s'ignore. ». Il va ainsi faire croire aux villageois, en les manipulant astucieusement, qu'ils ne sont pas aussi bien portants qu'ils pourraient le penser. C'est ainsi qu'il trouvera chez chacun un symptôme, imaginaire le plus souvent, et de ce fait pourra exercer lucrativement sa profession. Sous ses airs de séducteur et après avoir acquis la confiance du village, Knock est sur le point de parvenir à ses fins. Mais son passé le rattrape et une ancienne connaissance vient perturber les plans du docteur.

## Fiche technique
- Titre original : Knock
- Réalisation : Lorraine Lévy
- Scénario : Lorraine Lévy d'après la pièce de théâtre Knock ou le Triomphe de la médecine de Jules Romains
- Photographie : Emmanuel Soyer
- Casting : Michael Laguens
- Costumes : Pierre-Jean Larroque et Laurence Glentzlin
- Musique : Cyrille Aufort
- Producteurs : Olivier Delbosc et Marc Missonnier
- Sociétés de production : Curiosa films et Moana films
- Régisseur d'extérieur : Le Puil Serge
- Repéreur Fernandez Olivier
- Distribution : Mars Distribution (France)
- Pays d'origine :  France
- Langue : français
- Genre : comédie
- Durée : 113 minutes
- Dates de sortie :

France, Belgique, Suisse romande : 18 octobre 2017
Pays-Bas : 14 décembre 2017
Suisse alémanique : 1er février 2018

## Distribution
- Omar Sy : Docteur Knock[2]
- Ana Girardot : Adèle, l'employée de La Cuq
- Alex Lutz : le curé du village
- Sabine Azéma : La Cuq, éleveuse de chèvres
- Audrey Dana : Mademoiselle Mousquet, la pharmacienne
- Pascal Elbé : Lansky, le voyou
- Christian Hecq : le facteur
- Hélène Vincent : la veuve Pons, la femme riche
- Andréa Ferréol : Madame Rémy, la directrice de l'hôtel
- Rufus : le vieux Jules
- Michel Vuillermoz : Monsieur Mousquet, le pharmacien
- Nicolas Marié[3] : le docteur Parpalaid, ex-médecin du village
- Christine Murillo : Madame Parpalaid
- Sébastien Castro : l'instituteur Bernard
- Yves Pignot : le maire
- Pierre Aucaigne : Michalon, le bègue
- Stéphanie Bataille : Irène
- Patrick Descamps : le Capitaine
- Jean-Marie Lecoq : Passepoil

## Production

### Genèse et développement
Le film est réalisé par Lorraine Lévy et produit par Curiosa Films et Moana Films, le scénario est adapté de la pièce de théâtre Knock ou le Triomphe de la médecine de Jules Romains. C'est la quatrième adaptation au cinéma, après 1925, 1933 et après le film de 1951 réalisé par Guy Lefranc (les deux derniers avec Louis Jouvet).

### Tournage
Le tournage s'est déroulé du 8 août au 21 octobre 2016. Du 17 au 22 août 2016, quelques scènes ont été tournées au Musée maritime de La Rochelle. Du 31 août au 6 septembre 2016, c'est au tour du village de Châtillon-en-Diois situé dans le département de la Drôme de servir de lieu de tournage. Puis du 20 au 23 septembre, l'équipe du film était à Saint-Martin-en-Vercors et à Colombier-le-Vieux où ils ont tourné une partie du long métrage. En octobre 2016, l'équipe s'installe durant deux semaines dans une maison particulière à Bourron-Marlotte en Seine-et-Marne.

## Accueil

### Critique
Les médias ont accueilli de façon très divergente la sortie du film. Allociné, se basant sur 25 titres de presse, calcule ainsi une note moyenne assez basse de 2,4/5 (au 23/02/2018).
Si Le Parisien salue la mise en scène et la photographie, d'autres critiques se montrent souvent plus dures sur la forme et le fond.
Le Figaro commente sévèrement qu'« Omar Sy, dans le rôle du médecin immortalisé par Louis Jouvet, peine à convaincre dans cette adaptation très, trop « libre » de la pièce de Jules Romains publiée en 1923. Qu'est allé faire dans cette galère le comédien d’Intouchables ? ».
Pour Marianne, Omar Sy, « abandonné à lui-même, est contraint de cabotiner pendant deux heures pour sauver ce qui peut l'être. Mission impossible ».
Le Monde estime également que « Ce que la réalisatrice a infligé à cette pièce est à la fois incompréhensible et déplaisant. ».
La Croix se fait elle aussi très critique : « Ce Knock version 2017 est un film rongé par sa bêtise, sa laideur amidonnée, ses bons sentiments. On plaint la brochette d'excellents acteurs […] de cachetonner sans conviction, d'être allés se commettre dans pareil nanar ».
Première juge pour sa part « Ni original ni désastreux, ce Knock est un remède indolore à la morosité ».

### Box-office
Le film sort le 18 octobre 2017 dans 585 salles. Il réalise 39 597 entrées pour sa première journée, un faible score malgré une grosse promotion et la présence de Omar Sy en tête d'affiche[réf. nécessaire].
Pour sa première semaine, il cumule 279 670 entrées. Il termine sa carrière en salles avec 544 655 entrées.
Il ne rapporte que 5,15 millions d'euros pour un budget de 12,67 millions d'euros.

## Autour du film
- À propos de l'adaptation cinématographique de ses œuvres, Jules Romains disait que lorsqu'il est bien écrit, un texte devait être respecté à la virgule et était très défiant à l'égard des cinéastes qu'il jugeait plus empressés à faire des affaires qu'à transposer une œuvre d'art avec respect. Jules Romains a toujours refusé d'aller voir les films adaptés de ses romans[14].

- La place du village porte le nom de Jules Romains.

- Quand Knock arrive par le train, il s'agit du chemin de fer touristique Tournon-Lamastre, appelé aussi le Mastrou, avec des autorails Billard datant des années 1930.